# Rod Gardner
Roderick F. Gardner (Jacksonville, 26 ottobre 1977) è un ex giocatore di football americano statunitense che ha militato nel ruolo di wide receiver nella National Football League (NFL).

## Carriera

### Washington Redskins
Al college Gardner giocò a football a Clemson. Fu scelto come 15º assoluto nel Draft NFL 2001 dai Washington Redskins. Nella sua stagione da rookie fu premiato come miglior giocatore offensivo della NFC della settimana per la sua prestazione da 208 yard ricevute e un touchdown contro i Carolina Panthers. Grazie al suo passato nel ruolo di quarterback i Redskins lo utilizzano in giocate a sorpresa durante le partite (i cosiddetti trick play) durante la stagione 2003, in cui completò due passaggi su tre e passò due touchdown (a Chad Morton e Trung Canidate).

### Carolina Panthers
Dopo quattro stagioni a Washington, Gardner fu scambiato con i Carolina Panthers durante la stagione 2005 per una scelta del sesto giro del Draft NFL 2006. Trascorse la maggior parte della stagione come quarto ricevitore dietro a Steve Smith, Keary Colbert e Ricky Proehl.

### Green Bay Packers
Gardner fu svincolato dai Panthers il 16 dicembre 2005 e firmò con i Green Bay Packers tre giorni dopo. Rifrmò con Green Bay il 21 marzo 2006. Il 2 settembre 2006 fu svincolato.

### Kansas City Chiefs
Nel settembre 2006 Gardner firmò un contratto triennale con i Kansas City Chiefs. Nel 2006 ebbe solamente 2 ricezioni per 17 yard. Fu svincolato prima della stagione 2007.

## Palmarès
- PFWA All-Rookie Team - 2001